# アップルトン (漫画家)
アップルトン（1960年代 - 1996年11月13日）は、日本の漫画家。男性。本名は竹下俊之。
投稿からデビューし、『漫画ばんがいち』のレギュラーになった。スポーツやギャグ系の明るい成年向け漫画作品を描いていた。
心不全のため27歳で死去。『漫画ばんがいち』に訃報が載り、3冊目単行本『チェリー☆タウン』巻末に作者死去の知らせが掲載された。投稿・入稿共に郵送だったため、担当編集者が顔を見たのは葬儀の場が最初で最後であったという。

## 作品リスト
1. 『シャングリラ』 1995年9月1日初版発行、コアマガジン〈ホットミルクコミックス〉、ISBN 4-87734-030-0
2. 『フェアリー・パラダイス』 1996年7月14日初版発行、コアマガジン〈ホットミルクコミックス〉、A5判、ISBN 4-87734-068-8
3. 『チェリー☆タウン』 1997年2月20日初版発行、コアマガジン〈ホットミルクコミックス〉、ISBN 4-87734-103-X
4. 『フェアリー・パラダイス』 2002年10月11日初版発行（同日発売[1]）、コアマガジン〈ホットミルクコミックスEX23〉、B6判、ISBN 4-87734-587-6
  - A5判の2冊目単行本掲載作に加え、「バニーからの贈り物」を追加収録。